# (27047) Boisvert
Pour les articles homonymes, voir Boisvert.
(27047) Boisvert est un astéroïde de la ceinture principale d'astéroïdes.

## Description
(27047) Boisvert est un astéroïde de la ceinture principale d'astéroïdes. Il fut découvert le 14 septembre 1998 à Socorro (Nouveau-Mexique) par le projet LINEAR. Il présente une orbite caractérisée par un demi-grand axe de 2,24 UA, une excentricité de 0,12 et une inclinaison de 5,8° par rapport à l'écliptique.

## Compléments